# Expédition 58 (ISS)
Insigne de la mission
Équipage de l'expédition 58
Chronologie
Expédition 57 Expédition 59
L'expédition 58 est le 58e roulement de l'équipage de l'ISS, qui a duré du 20 décembre 2018 au 15 mars 2019. Elle est dirigée par le cosmonaute Oleg Kononenko.
Contrairement aux habitudes des missions habitées de la Station spatiale, l'Expédition 58 ne compte que trois membres d'équipage, et s'est conclue avec l'arrivée à bord du véhicule suivant pour donner suite à l'Expédition 59.

## Équipage
| Rôle               | Membre d'équipage                             |
| ------------------ | --------------------------------------------- |
| Commandant         | Oleg Kononenko - RSA Quatrième vol spatial    |
| Ingénieur de vol 1 | David Saint-Jacques - ASC Premier vol spatial |
| Ingénieur de vol 2 | Anne McClain - NASA Premier vol spatial       |

Lors des premières planifications de l'expédition, l'équipage devait inclure le cosmonaute Nikolaï Tikhonov, qui devait alors réaliser son premier vol spatial. Mais sa participation a été repoussé une seconde fois, en raison du retard du module Nauka. Nikolaï Tikhonov est alors réassigné au vol Soyouz MS-14, pour la fin de l'année 2019.
L'équipage devait initialement inclure Alekseï Ovtchinine et Nick Hague, qui devait être rejoint par l'équipage du Soyouz MS-11. Mais ces deux personnes n'ont pas atteint l'ISS à la suite de l'incident de tir de leur véhicule, Soyouz MS-10. Les trois membres d'équipage de l'Expédition 58 ont donc rejoint les trois membres d'équipage restés seuls à bord après l'accident du MS-10. C'est cet accident qui a chamboulé le programme de vol, et qui justifie que l'expédition 58 se conclut à l'arrivée du véhicule suivant, contrairement à l'usage.

## Déroulement

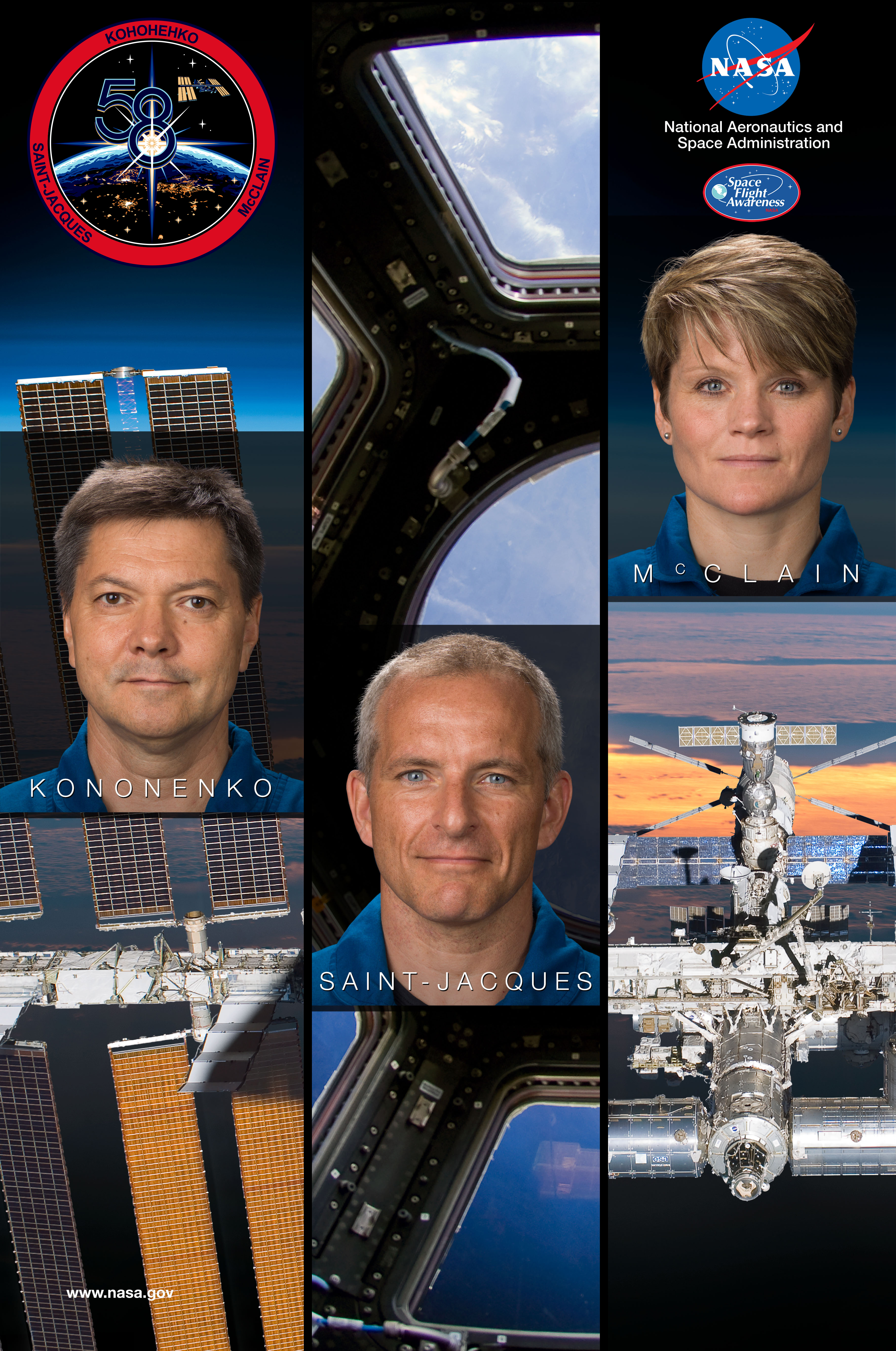
Affiche non officielle des membres de l'équipage de la mission

### Voyage
L'Expédition 58 débute lors du départ du Soyouz MS-09 de la Station, en décembre 2018.
Le 27 décembre, le véhicule Progress MS-10 a réalisé un rehaussage de l'orbite de la Station. Les moteurs du cargo ont été allumés pendant 337,5 secondes, pour faire gagner 0,65 m/s à la Station. Un nouveau rehaussage eut lieu le 18 janvier, toujours avec le Progress MS-10. Les moteurs ont été allumés pendant 500 secondes, pour faire gagner 1 m/s à l'ISS. Enfin, une dernière manœuvre similaire a été réalisée le 26 février. Les moteurs du MS-10 ont fonctionné pendant 451 secondes, accélérant la Station de 0,91 m/s, et l'amenant à l'altitude souhaitée pour l'arrivée du Soyouz MS-12.
Si aucun véhicule de ravitaillement n'est arrivé au cours de l'Expédition, l'équipage a procédé aux départs des Dragon CRS-16 (le 13 janvier), Progress MS-09 (le 25 janvier), puis du Cygnus NG-10 (le 8 février).

### Expériences scientifiques
Au cours de la mission, l'équipage a mené le Robotic Refueling Mission 3 (RRM3), visant à tester les technologies de stockage et de transfert de méthane liquide pour la première fois. Il s'agit d'un liquide cryogénique, qui dispose d'un point d'ébullition très bas. Ce test a pour but d'évaluer les capacités d'usage et d'avitaillement de véhicules spatiaux en orbite pour des vols de très longue durée.
Dans le cadre de l'expérience de l'Agence spatiale canadienne sur le vieillissement cardiovasculaire, David Saint-Jacques déploie avec succès le système Astroskin Bio-Monitor, un vêtement intelligent permettant de collecter un ensemble de signes vitaux en temps réel et de les analyser.
L'expérience européenne Molecular Muscle a continué à étudier les raisons des anormalités musculaires en vol spatial du C. elegans. Cette étude cherche à comprendre les raisons pour lesquelles les muscles se détériorent en microgravité, pour aider les membres d'équipage à maintenir leur masse musculaire dans l'espace. Cette étude doit aussi permettre de développer de nouveaux traitement médicaux contre la perte chronique de masse musculaire, comme c'est le cas pour les personnes âgées.

### Premiers délits commis dans l'espace?
Le 23 août 2019, Anne McClain est accusée par son ex-femme d’avoir envoyé des e-mails de menace depuis l’ISS, et d’avoir illégalement eu accès à un compte bancaire, lors de son séjour dans l'ISS de décembre 2018 à juin 2019 (période qui couvre également l'expédition 59), ce qui cause la première enquête pour des délits supposés commis à bord de l’ISS,. Pour l'avocat d'Anne McClain sa cliente n'a rien fait de mal et a accédé aux comptes bancaires pendant qu'elle se trouvait à bord de la station spatiale afin de surveiller le compte joint du couple, ce qu'elle faisait au cours de leur relation. Un inspecteur spécialisé de la Commission fédérale du commerce et l'inspection générale de la NASA étudient l'accusation. Si les faits sont avérés, il s'agirait alors des premiers délits commis dans l'espace. En l'occurrence, des délits d'usurpation d'identité et d'accès irréguliers à des dossiers financiers.

## Vol non habité vers la Station
La seule mission non-habitée arrivée à la Station au cours de l'Expédition 58 :
| Véhicule - numéro de vol ISS | Pays       | Mission     | Lanceur  | Port d'amarrage | Tir (UTC)             | Arrimage (UTC)     | Désarrimage (UTC) | Durée   | Désorbitation      |
| ---------------------------- | ---------- | ----------- | -------- | --------------- | --------------------- | ------------------ | ----------------- | ------- | ------------------ |
| SpaceX DM1 - SpX-DM1         | Etats-Unis | Vol d'essai | Falcon 9 | Harmony nadir   | 2 mars 2019, 07:49:03 | 3 mars 2019, 10:51 | 8 mars 2019, 7:32 | 6 jours | 8 mars 2019, 13:45 |

## Galerie

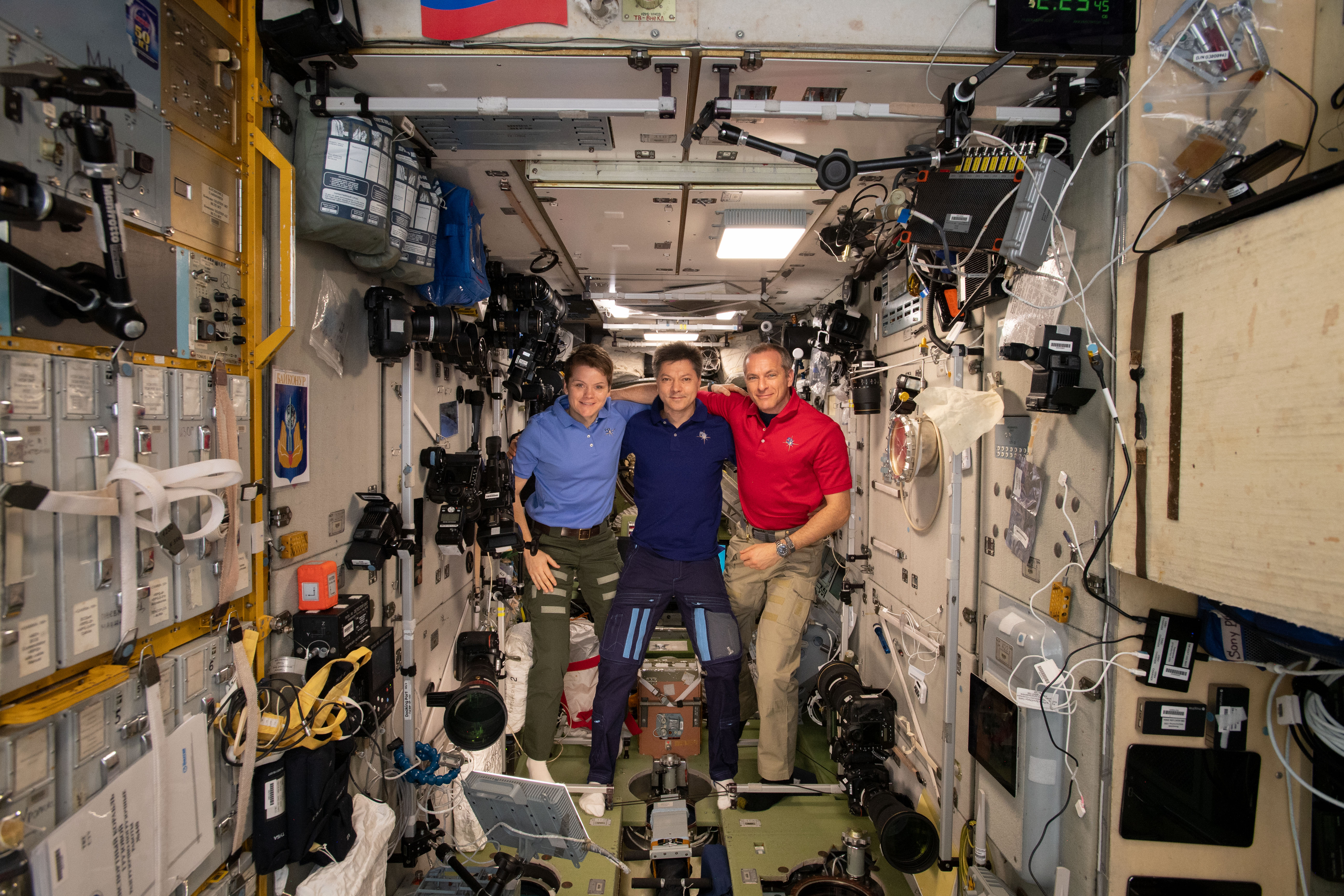
Portrait de l'équipage à bord du module Zvezda
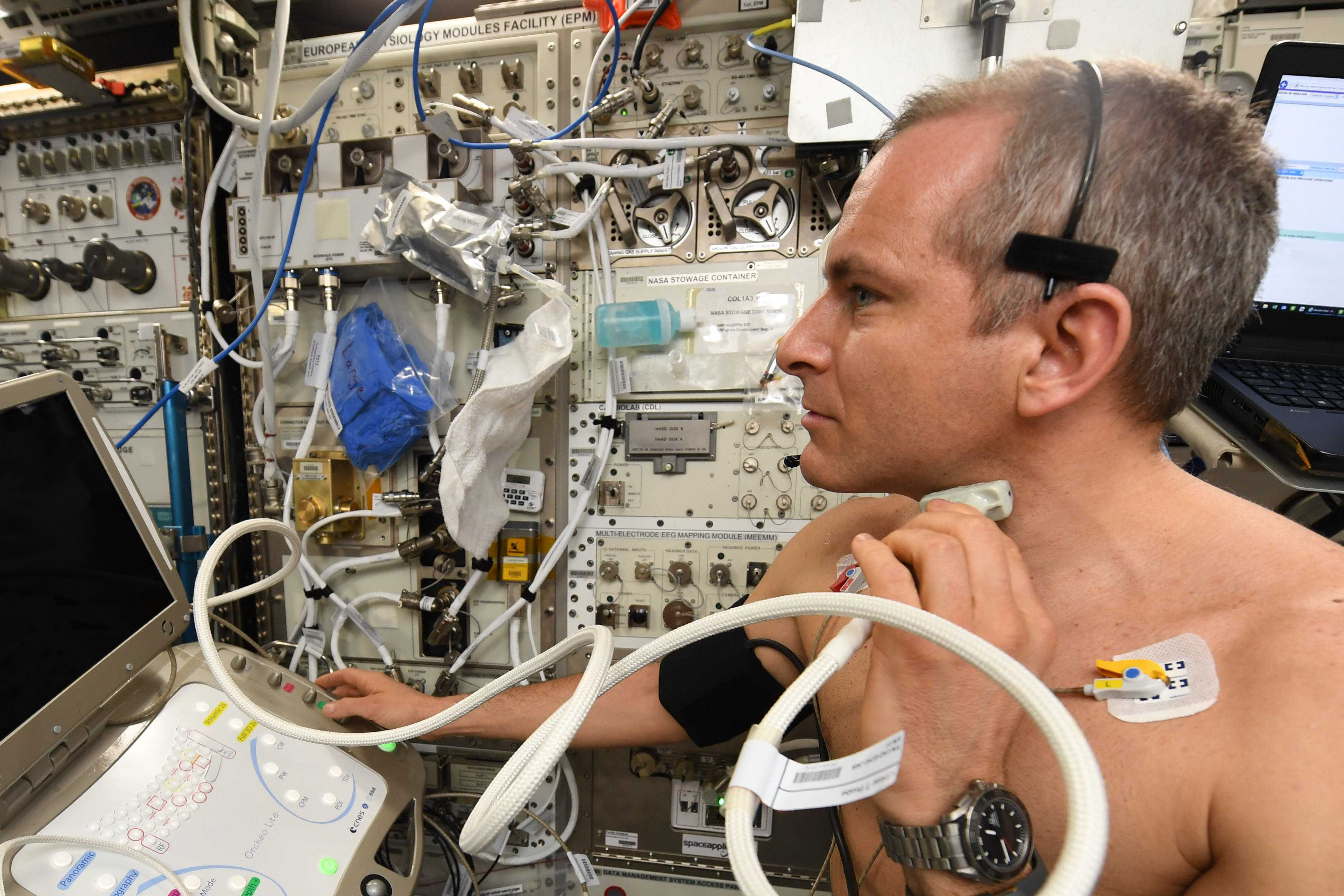
Le Canadien David Saint-Jacques réalise une expérience d'observation vasculaire par ultrason
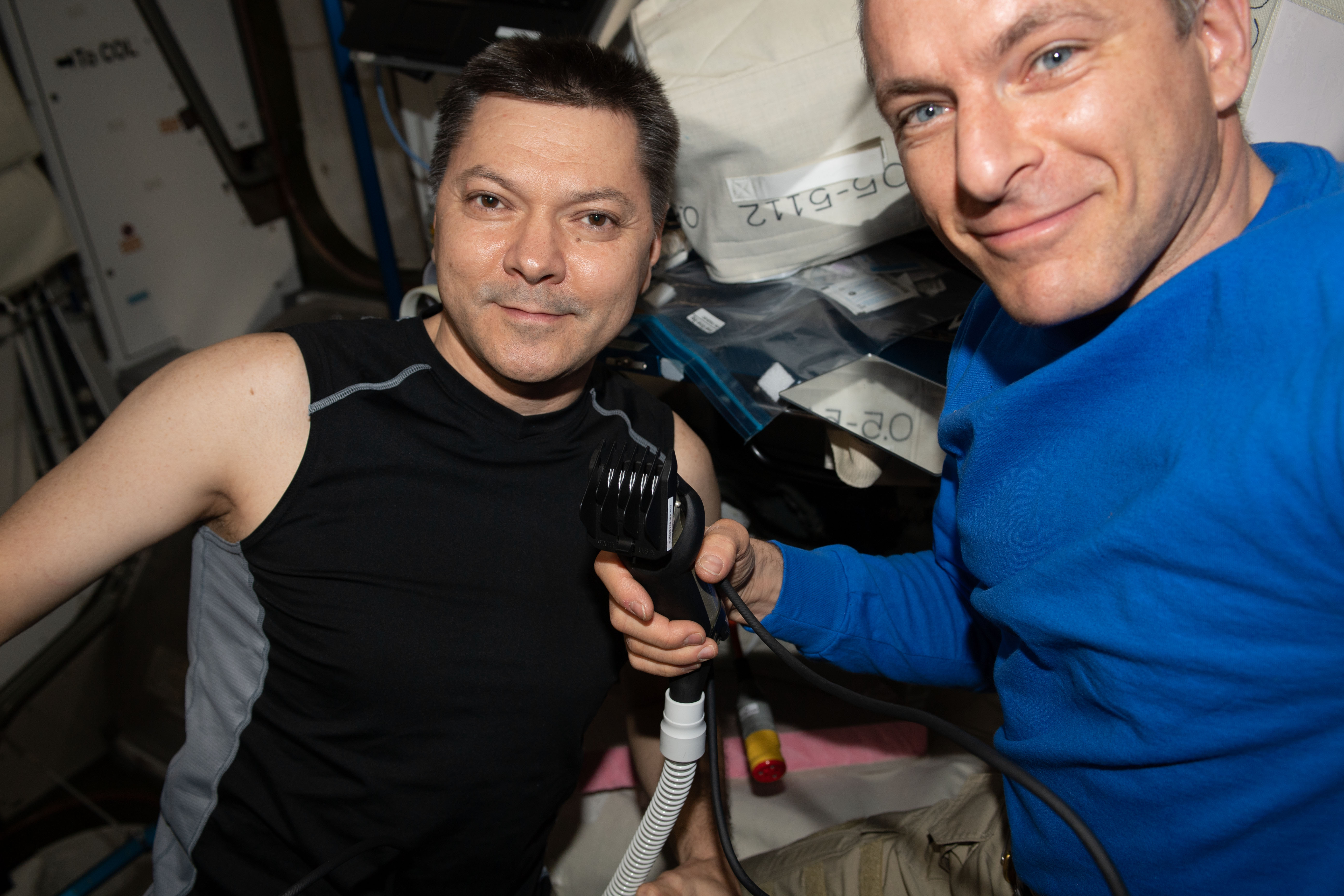
David Saint-Jacques s'improvise coiffeur pour Oleg Kononenko
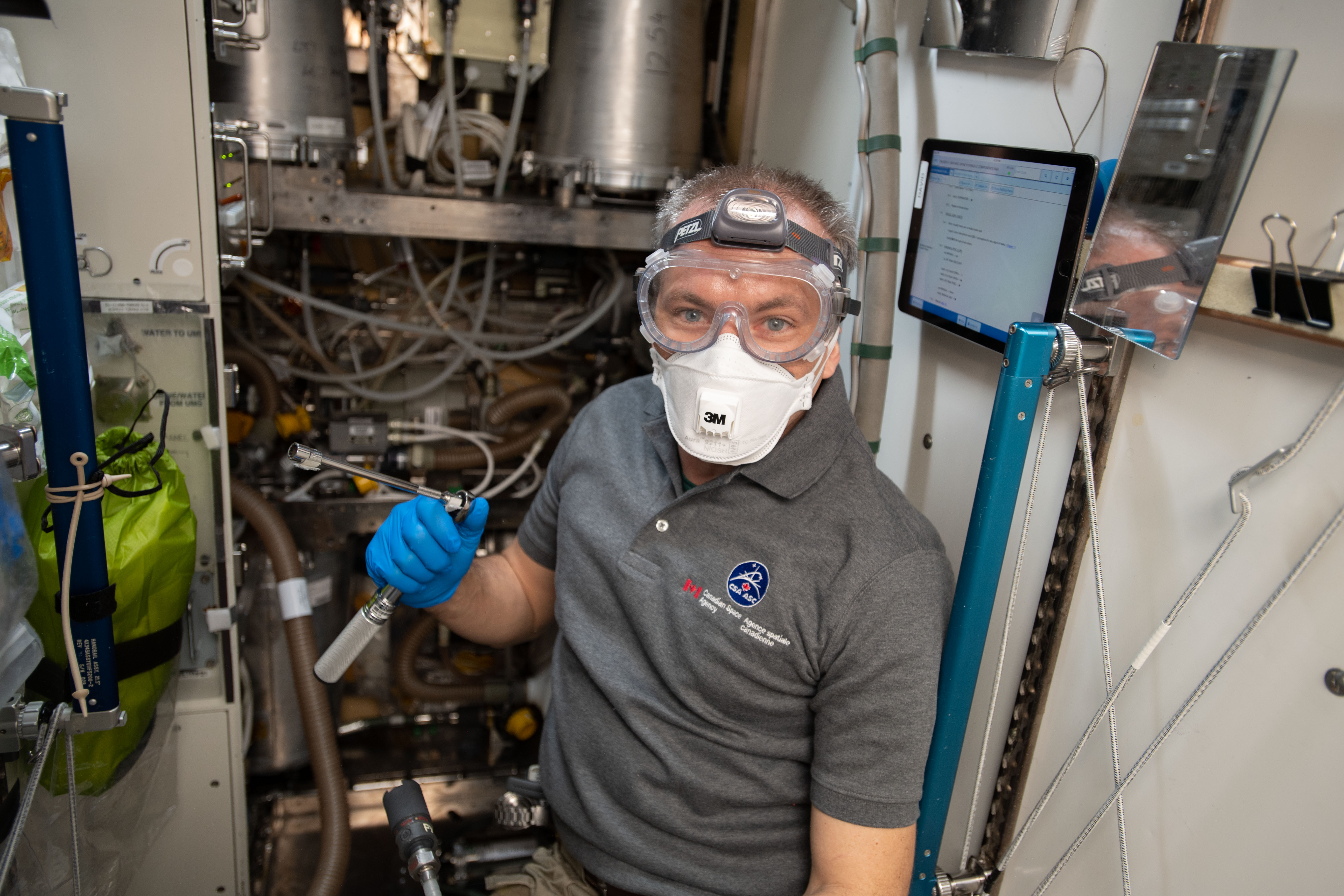
David Saint-Jacques assure la maintenance du système hydraulique dans le module Tranquility
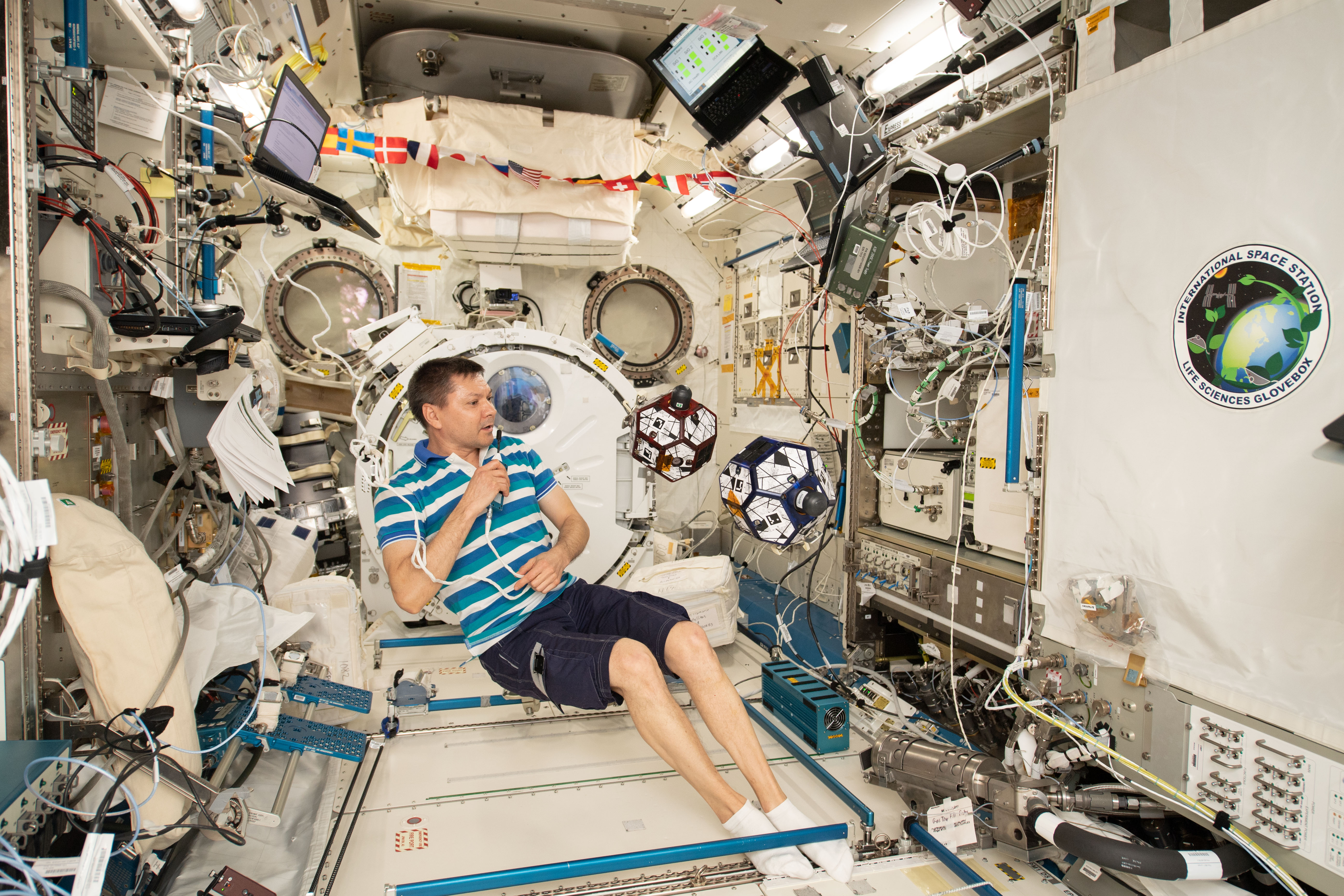
Oleg Kononenko travaille sur l'expérience SPHERES dans le module japonais Kibo
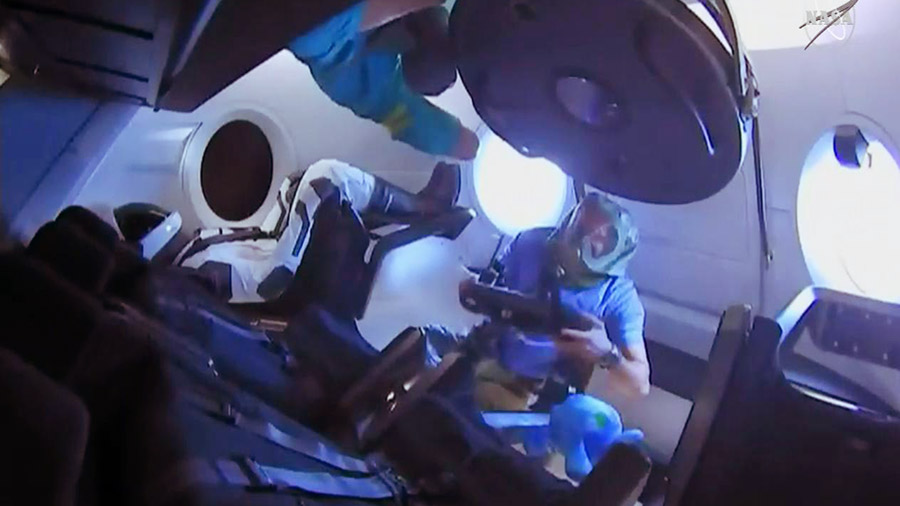
L'équipage entre à bord du Crew Dragon, après son premier arrimage à la Station pour son vol d'essai